# Geoffrey Goodman
Pour les articles homonymes, voir Goodman.
Geoffrey George Goodman, né le 2 juillet 1922 à Stockport dans le Cheshire et mort le 5 septembre 2013 à Londres (à 91 ans), est un journaliste et écrivain britannique. Après une longue carrière journalistique pour The Daily Mirror entre 1969 et 1986, il fonde le trimestriel British Journalism Review en 1989 et en est le rédacteur en chef jusqu'en 2002.